# Federico Lussenhoff
Federico Guillermo „Colorado” Lussenhoff (ur. 14 stycznia 1974 w Venado Tuerto) – argentyński piłkarz z obywatelstwem hiszpańskim występujący na pozycji środkowego obrońcy, trener piłkarski.